# Polscy łyżwiarze figurowi na zimowej uniwersjadzie
Polscy łyżwiarze figurowi na zimowej uniwersjadzie – występy reprezentantów Polski na Zimowej Uniwersjadzie w zawodach łyżwiarstwa figurowego. Początkowo rozgrywano wyłącznie konkurencje jazdy indywidualnej solistów i solistek, od 1964 r. również par tanecznych, a od 1966 r. par sportowych.
| Złoto | Srebro | Brąz | Razem |
| ----- | ------ | ---- | ----- |
| 0     | 3      | 2    | 5     |

## Wyniki
| Rok                                                  | Miejsce                                              | Soliści                                              | Solistki                                             | Pary sportowe                                        | Pary taneczne                                                                  | W                                                    |                                                      |
| Brak informacji o występach Polaków latach 1960–1978 | Brak informacji o występach Polaków latach 1960–1978 | Brak informacji o występach Polaków latach 1960–1978 | Brak informacji o występach Polaków latach 1960–1978 | Brak informacji o występach Polaków latach 1960–1978 | Brak informacji o występach Polaków latach 1960–1978                           | Brak informacji o występach Polaków latach 1960–1978 | Brak informacji o występach Polaków latach 1960–1978 |
| ---------------------------------------------------- | ---------------------------------------------------- | ---------------------------------------------------- | ---------------------------------------------------- | ---------------------------------------------------- | ------------------------------------------------------------------------------ | ---------------------------------------------------- | ---------------------------------------------------- |
| 1981                                                 | Jaca                                                 | 4 – Grzegorz Głowania                                | NO                                                   | NO                                                   | NO                                                                             |                                                      |                                                      |
| 1983                                                 | Sofia                                                | – Grzegorz Głowania                                  | NO                                                   | NO                                                   | NO                                                                             |                                                      |                                                      |
| Brak informacji o występach Polaków latach 1985–1987 |                                                      |                                                      |                                                      |                                                      |                                                                                |                                                      |                                                      |
| 1989                                                 | Sofia                                                | 19 – Przemysław Noworyta                             | NO                                                   | 4 – Karina Steizer / Piotr Szczerbowski              | NO                                                                             |                                                      |                                                      |
| Brak informacji o występach Polaków latach 1991–1993 |                                                      |                                                      |                                                      |                                                      |                                                                                |                                                      |                                                      |
| 1995                                                 | Jaca                                                 | NO                                                   | NO                                                   | – Dorota Zagórska / Mariusz Siudek                   | NO                                                                             |                                                      |                                                      |
| Polacy nie startowali w 1997 r.                      |                                                      |                                                      |                                                      |                                                      |                                                                                |                                                      |                                                      |
| 1999                                                 | Poprad                                               | DNS                                                  | DNS                                                  | DNS                                                  | – Agata Błażowska / Marcin Kozubek                                             | [ 1 ]                                                |                                                      |
| 2001                                                 | Zakopane                                             | 10 – Robert Grzegorczyk 20 – Bartosz Domański        | – Sabina Wojtala                                     | DNS                                                  | – Sylwia Nowak / Sebastian Kolasiński 11 – Aleksandra Kauc / Filip Bernadowski | [ 2 ]                                                |                                                      |
| Polacy nie startowali w 2003 r.                      |                                                      |                                                      |                                                      |                                                      |                                                                                |                                                      |                                                      |
| 2005                                                 | Innsbruck                                            | 16 – Maciej Kuś                                      | DNS                                                  | DNS                                                  | DNS                                                                            | [ 3 ]                                                |                                                      |
| 2007                                                 | Turyn                                                | 14 – Mateusz Chruściński                             | DNS                                                  | DNS                                                  | DNS                                                                            | [ 4 ]                                                |                                                      |
| 2009                                                 | Harbin                                               | 18 – Przemysław Domański                             | DNS                                                  | DNS                                                  | DNS                                                                            | [ 5 ]                                                |                                                      |
| Polacy nie startowali w latach 2011–2013             |                                                      |                                                      |                                                      |                                                      |                                                                                |                                                      |                                                      |
| 2015                                                 | Grenada                                              | 25 – Kamil Dymkowski                                 | DNS                                                  | DNS                                                  | DNS                                                                            | [ 6 ]                                                |                                                      |
| Polacy nie startowali w 2017 r.                      |                                                      |                                                      |                                                      |                                                      |                                                                                |                                                      |                                                      |
| 2019                                                 | Krasnojarsk                                          | DNS                                                  | 12 – Elżbieta Gabryszak                              | DNS                                                  | DNS                                                                            | [ 7 ]                                                |                                                      |